# Colomastix cornuta
Colomastix cornuta is een vlokreeftensoort uit de familie van de Colomastigidae. De wetenschappelijke naam van de soort is voor het eerst geldig gepubliceerd in 1979 door Ledoyer.